# Wiktor Nikolajewitsch Tjumenew
Wiktor Nikolajewitsch Tjumenew (russisch Виктор Николаевич Тюменев; * 1. Juni 1957 in Moskau, Russische SFSR, Sowjetunion; † 2. August 2018 in Moskau, Russland) war ein russischer Eishockeyspieler.

## Karriere
Tjumenew begann seine Karriere bei Krylja Sowetow Moskau, mit denen er 1975 den Europapokal gewann und sowjetischer Vizemeister wurde.
Ab 1980 ging er für den HK Spartak Moskau aufs Eis, mit dem er zwischen 1981 und 1984 viermal in Folge Vizemeister wurde. Insgesamt erzielte er 135 Tore in 524 Spielen in der sowjetischen Liga.
Beim NHL Entry Draft 1987 wurde er an 150. Stelle durch die Vancouver Canucks ausgewählt, spielte jedoch nie in der National Hockey League, sondern wechselte zur Saison 1989/90 in die finnische SM-liiga zu TPS Turku. Mit TPS wurde er 1990 und 1991 Finnischer Meister, bevor er 1992 über KalPa Kuopio in die zweite Spielklasse zu KooKoo Kouvola wechselte. Nach einer Spielzeit bei SaPKo Savonlinna in der dritten Liga beendete er zunächst seine Karriere. In den Spielzeiten 1997/98 und 1998/99 kehrte er jeweils für fünf Superliga-Partien aufs Eis zurück, bevor er seine aktive Spielerlaufbahn endgültig beendete.

### International
Früh wurde er in das Team der sowjetischen Eishockeynationalmannschaft berufen. Am 10. Februar 1979 stand er in einem Spiel gegen Kanada zum ersten Mal für die Sbornaja auf dem Eis. Seine internationale Karriere wurde mit der Goldmedaille bei den Olympischen Winterspielen 1984 gekrönt. Für die Nationalmannschaft erzielte er 15 Tore in 94 Länderspielen. Am 22. April 1990 bestritt er sein letztes Länderspiel. 1982 wurde er als „Verdienter Meister des Sports der UdSSR“ ausgezeichnet.

## Erfolge und Auszeichnungen

### National
- 1975 Gewinn des Europapokals mit Krylja Sowetow Moskau
- 1975 Sowjetischer Vizemeister mit Krylja Sowetow
- 1981–1984 Sowjetischer Vizemeister mit HK Spartak Moskau
- 1990 Finnischer Meister mit TPS Turku
- 1991 Finnischer Meister mit TPS Turku

### International
- 1979 Gewinn des Challenge Cup
- 1982 Goldmedaille bei der Weltmeisterschaft
- 1982 Auszeichnung als „Verdienter Meister des Sports der UdSSR“
- 1984 Goldmedaille bei den Olympischen Winterspielen
- 1985 Bronzemedaille bei der Weltmeisterschaft
- 1986 Goldmedaille bei der Weltmeisterschaft
- 1990 Goldmedaille bei der Weltmeisterschaft

## Karrierestatistik

### International
(Legende zur Spielerstatistik: Sp oder GP = absolvierte Spiele; T oder G = erzielte Tore; V oder A = erzielte Assists; Pkt oder Pts = erzielte Scorerpunkte; SM oder PIM = erhaltene Strafminuten; +/− = Plus/Minus-Bilanz; PP = erzielte Überzahltore; SH = erzielte Unterzahltore; GW = erzielte Siegtore; 1 Play-downs/Relegation; Kursiv: Statistik nicht vollständig)